# Emil Mehle

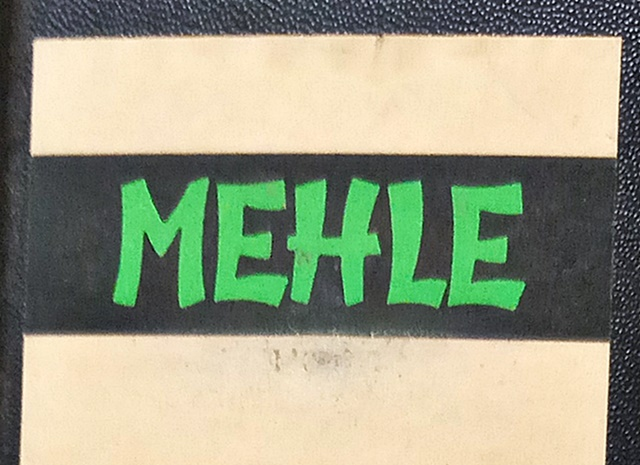
Mehle-Firmenemblem

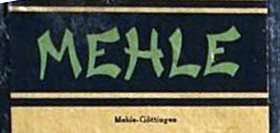
Firmenemblem, um 1920

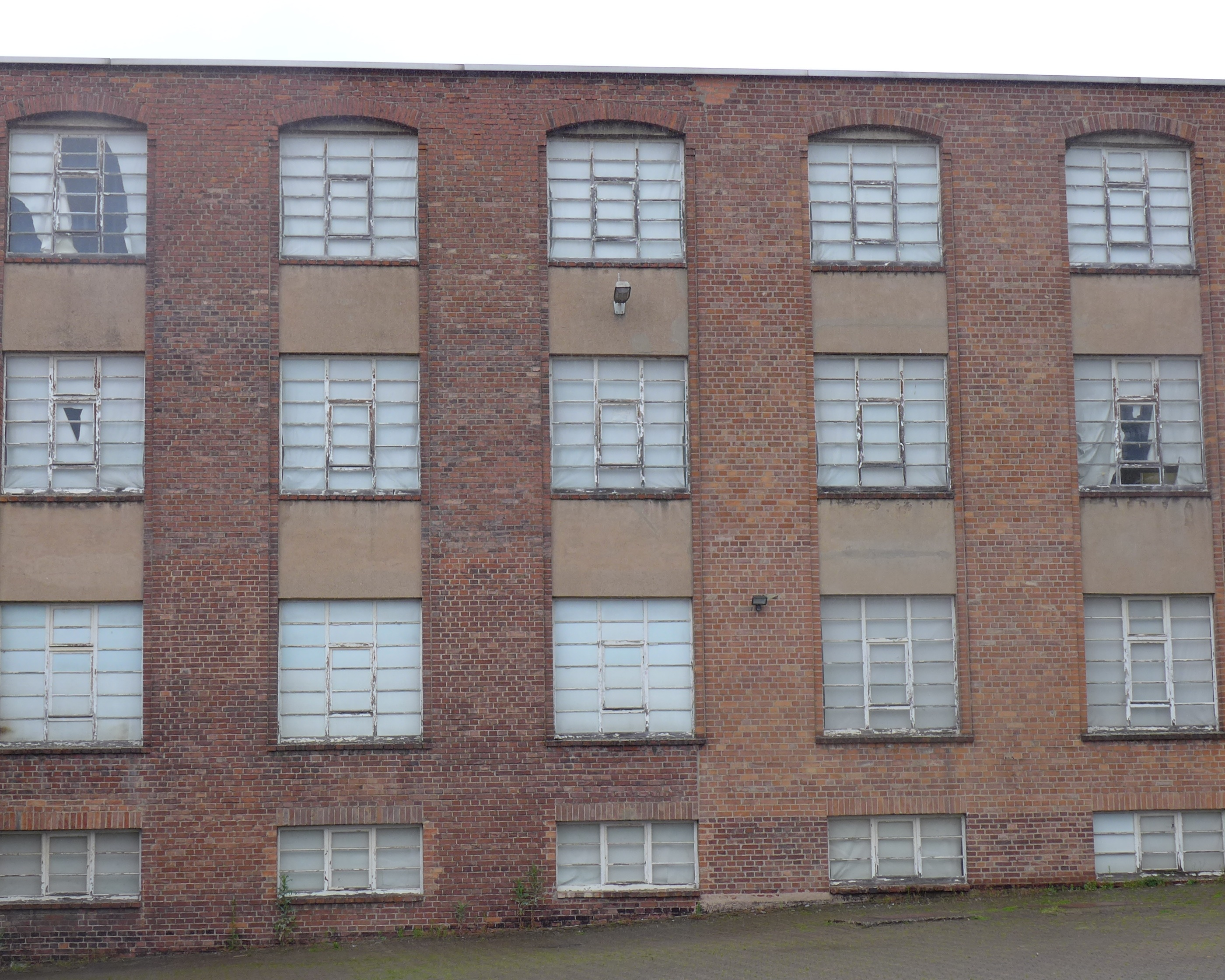
Fabrik Mehle in Göttingen, Südseite

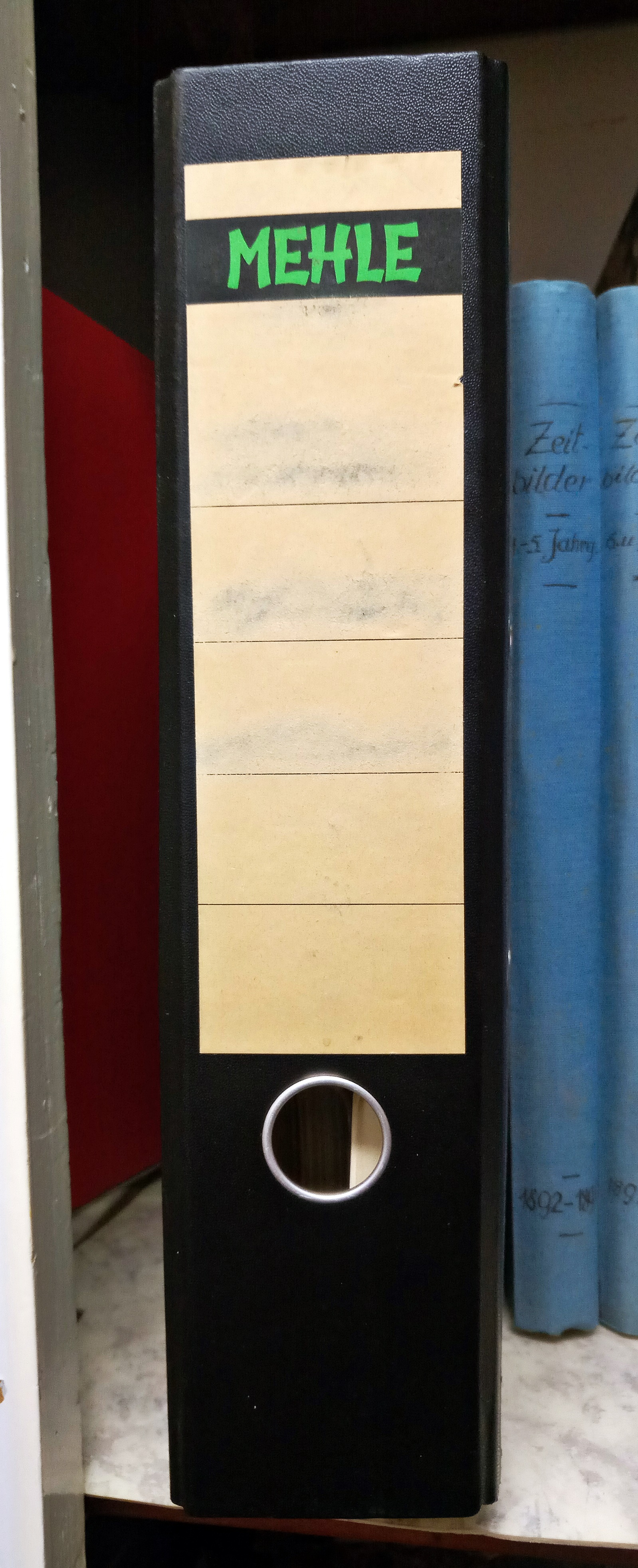
Alter Mehle-Aktenordner

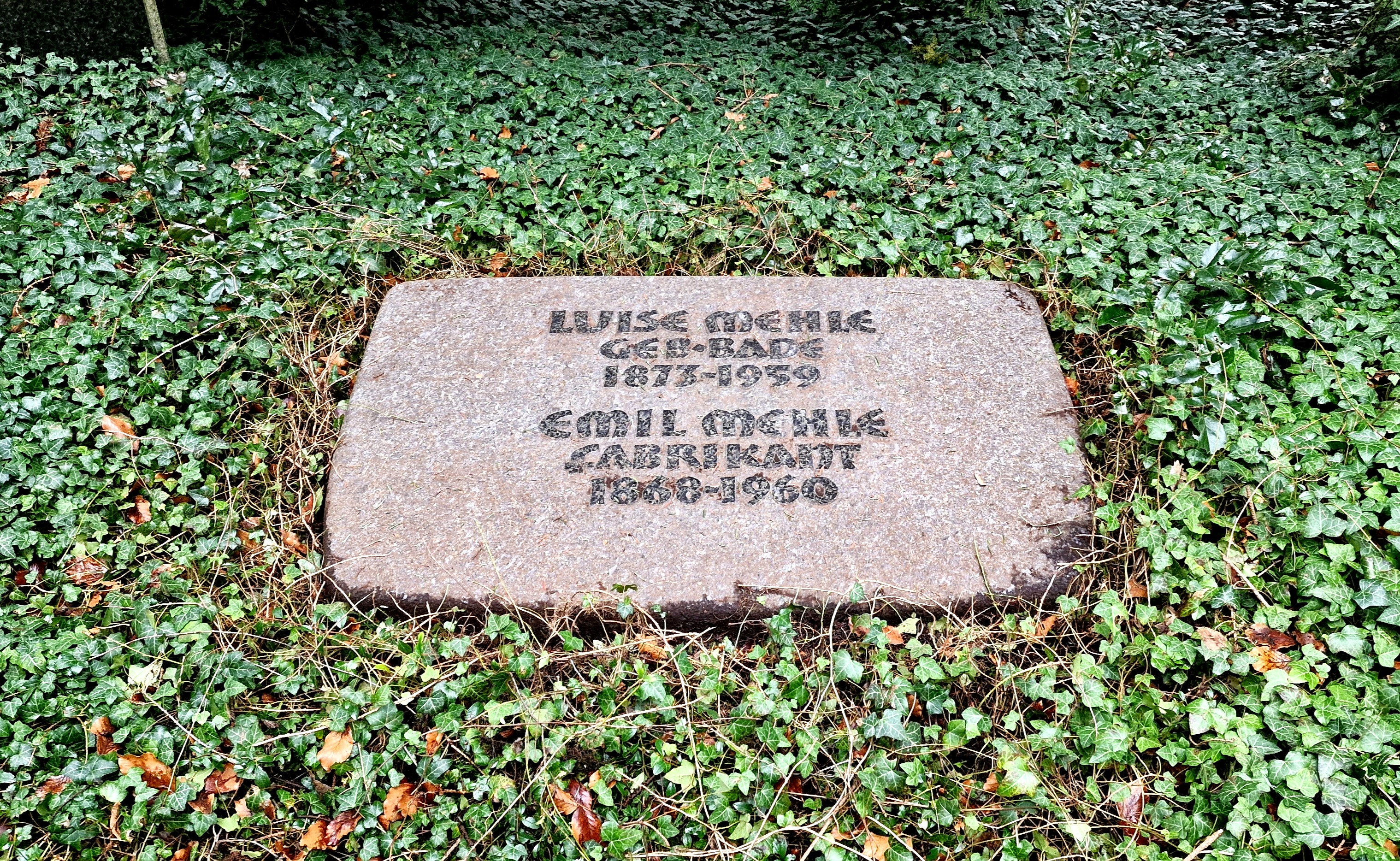
Grabstein Fabrikant Emil Mehle auf dem Stadtfriedhof Göttingen

Emil Mehle (*  25. März 1868 in Grünstadt; † 23. Juli 1960 in Göttingen) war ein deutscher Unternehmer und Fabrikant für Aktenordner sowie Büro-Registraturartikel.

## Familie
Er wurde in Grünstadt in der damals bayerischen Pfalz als Sohn der Eheleute Wilhelm Mehle (1834–1909) und Helene Mehle geb. Heichemer (1835–1909) geboren. Der Vater starb nur zwei Tage nach der Mutter am Tag ihrer Beerdigung. Den außergewöhnlichen Doppeltod der Eltern kommentierte die „Grünstadter Zeitung“ vom 20. Februar 1909 mit den Worten: „In schmerzliche Trauer wurde eine angesehene hiesige Familie versetzt, indem in derselben der Tod in einer Weise Einkehr hielt, wie dies in den Annalen hiesiger Stadt wohl noch selten zu verzeichnen gewesen sein dürfte.“
Emil Mehles Brüder Heinrich und Ludwig lebten, wie er selbst, in Göttingen. Ihre alleinstehende Schwester Anna Mehle wurde 1928 in Grünstadt als Ladeninhaberin Opfer eines bis heute ungeklärten Raubmordes.
Die Gräber der Eltern und der Schwester waren 2018 noch auf dem Friedhof Grünstadt erhalten.

## Leben
Mehle besuchte das Progymnasium Grünstadt und zog später nach Göttingen.
Hier gründete er 1896 eine Fabrik für Akten-Ringordner aus Pappe, die zu einem großen Unternehmen expandierte, das mit seinen Produkten landesweite Bedeutung  erlangte. In den 1930er-Jahren firmierte es als „Fabrik für Briefordner und Schreibwaren“ und hatte die Rechtsform einer GmbH. Betriebs- und Wohnsitz war von Anfang an Göttingen, Weender Landstraße 67–69, später 65–71. In diese ehemalige Fabrik zog im Jahr 2020 das Stadtarchiv Göttingen ein.
Bekanntester Artikel wurden die 1905 patentierten Briefordner (Aktenordner) mit der grünen Aufschrift „MEHLE“, die in nahezu jedem deutschen Büro Verwendung fanden.
Emil Mehle heiratete Luise Bade (1873–1959). Die Firma ging an den Sohn Heinrich Mehle (1906–1978) über, der Meta geb. Westphal (1910–1996) geehelicht hatte. Alle genannten Personen sind auf dem Stadtfriedhof Göttingen begraben.
Im Zweiten Weltkrieg setzte die Regierung bei der kriegswichtigen Mehle GmbH etwa 50 italienische Zwangsarbeiter ein, die auf dem Betriebsgelände wohnten. Die Fabrik erlitt beim letzten Bombenangriff auf Göttingen, am 7. April 1945, schwere Schäden und musste zur Fortsetzung der Produktion wiederaufgebaut werden.
2006 wurde die bis zu diesem Zeitpunkt immer noch in Familienbesitz befindliche Firma an den Konkurrenten ELBA verkauft und das Sortiment in Gelsenkirchen unter dem Namen der neu gegründeten Emil Mehle GmbH weiter vertrieben. Heute (2018) gibt es lediglich noch den alteingesessenen Markennamen, unter dem man von der früheren Firma entwickelte Dokumentenkästen anbietet. Die Fa. Mehle besaß mehrere Patente für verschiedene Büroartikel.
Nach dem Unternehmer ist in Göttingen der „Emil-Mehle-Weg“ benannt.